# バスケットボール専門誌
バスケットボール専門誌（バスケットボールせんもんし）は、バスケットボール競技を扱う専門雑誌である。ドリームチームの結成や、アニメ「SLAM DUNK」などで起こったバスケブームをきっかけに、扱う雑誌の数は飛躍的に増加したが、ブームが去ると一転して廃刊に追い込まれる雑誌が続出した。

## 主な専門誌
- 月刊バスケットボール<月刊>
- ダンクシュート<月刊>
- ダブドリ<季刊>

### 休刊・廃刊
- スポーツイベントバスケットボール<月刊>
- 中学・高校バスケットボール<隔月刊>
- 中学バスケットボール<隔月刊>
- バスケットボールマガジン<月刊>
- HOOP<月刊>
- NBA新世紀
- バスケグランプリ
- スーパーバスケットボール
- ワールドバスケットボール